# Walter Reyno
Walter Reyno (* 7. Februar 1935 in Montevideo; † 3. Dezember 2014 ebenda) war ein uruguayischer Schauspieler.
Der Theater- und TV- bzw. Filmschauspieler Reyno, der an Seminaren und Workshops zum Beispiel von Omar Grasso, José Estruch und Villanueva Cosse teilnahm, war ab 1997 teils auch als Regisseur am Theater tätig. Er erhielt seine berufliche Ausbildung an der Escuela Municipal de Arte Dramático "Margarita Xirgu" (EMAD) und im Teatro Circular. In letztgenanntem Theater wirkte er ab 1956 in einer Vielzahl verschiedener Rollen in Stücken unter anderem von Shakespeare, Gorostiza, Harold Pinter und Florencio Sánchez. Auch spielte er bei zahlreichen internationalen Festivals. Dazu gehörten das „Festival Mundial de Teatro de Costa Rica“ im Jahr 1976, 1992 das UNESCO-Festival in Paris und zwei Jahre später das Internationale Festival in Havanna. Die Aufzählung ist jedoch nicht abschließend. Im Bereich TV und Film wirkte er beispielsweise in „Patrón“ von Jorge Rocca, in „El lugar del humo“ der Regisseurin Eva Landek, in „25 Watts“ und „Otario“. Für sein Schaffen wurde er mit diversen Auszeichnungen geehrt. Beim Festival Iberoamericano de Teatro de Cádiz (FIT) wurde er 1995 zum besten Schauspieler gekürt. Im selben Jahr wurde ihm der Premio Iris verliehen. 2012 zeichnete ihn die Sociedad Uruguaya de Actores mit dem Premio Alberto Candeau aus. Des Weiteren erhielt er insgesamt dreimal (1968, 1989 und 1992) den Premio Florencio ebenfalls als bester Schauspieler. Noch im Jahr seines Versterbens ehrte ihn das uruguayische Bildungs- und Kulturministerium mit der Medaille „Delmira Agustini“ für seine Verdienste um die nationale Kultur.